# Любовники (фильм, 2008)
«Любовники» (англ. Two Lovers; другое название — «Две любовницы») — американская романтическая драма режиссёра Джеймса Грэя, вышедшая на экраны в 2008 году. Сюжет фильма основан на повести Ф. М. Достоевского «Белые ночи» (1848).

## Сюжет
После неудачной попытки самоубийства Леонард возвращается в дом своих родителей. Здесь он увлекается красивой и таинственной соседкой Мишель. Однако родители хотят, чтобы он связал свою жизнь с Сандрой, дочерью бизнесмена, который купил их семейный бизнес. Теперь Леонарду необходимо сделать свой нелёгкий выбор.

## В ролях
| Актёр               | Роль                    |
| ------------------- | ----------------------- |
| Хоакин Феникс       | Леонард Крэдайтор       |
| Гвинет Пэлтроу      | Мишель Рош              |
| Винесса Шоу         | Сандра Коэн             |
| Изабелла Росселлини | Рут Крэдайтор           |
| Мони Мошонов        | Рубен Крэдайтор         |
| Элиас Котеас        | Рональд Блатт           |
| Боб Ари             | мистер Майкл Коэн       |
| Джули Бадд          | миссис Кэрол Коэн       |
| Энн Джойс           | бывшая невеста Леонарда |

## Награды и номинации
| Награды и номинации | Награды и номинации                | Награды и номинации      | Награды и номинации | Награды и номинации |
| Год                 | Фестиваль                          | Категория                | Номинирован(а)      | Итог                |
| ------------------- | ---------------------------------- | ------------------------ | ------------------- | ------------------- |
| 2008                | Каннский кинофестиваль             | Золотая пальмовая ветвь  | Джеймс Грэй         | Номинация           |
| 2009                | ALMA                               | Лучший актёр             | Хоакин Феникс       | Номинация           |
| 2009                | Сезар                              | Лучший иностранный фильм | Джеймс Грэй         | Номинация           |
| 2010                | Независимый дух                    | Лучший режиссёр          | Джеймс Грэй         | Номинация           |
| 2010                | Независимый дух                    | Лучшая женская роль      | Гвинет Пэлтроу      | Номинация           |
| 2010                | Online Film Critics Society Awards | Лучший актёр             | Хоакин Феникс       | Номинация           |
| 2011                | Sant Jordi Awards                  | Лучший иностранный актёр | Хоакин Феникс       | Победа              |